# Paulina (telenowela)
Paulina (hiszp. La Usurpadora, dosł. „Uzurpatorka”) – meksykańska telenowela wyprodukowana przez wytwórnię Televisa. W rolach głównych wystąpili Gabriela Spanic i Fernando Colunga.

## Wersja polska

### Wersja TVN
W Polsce telenowela była emitowana na antenie TVN. Pierwszy odcinek wyemitowano 12 marca 1999 o godzinie 18.00. Opracowaniem wersji polskiej zajęło się ITI Film Studio. Lektorem serialu był Mirosław Utta.

### Wersja TV4 i TV6
Telenowela była ponowie emitowana od 17 stycznia 2019 o godzinie 16.00 w TV4. Pierwszy odcinek obejrzało 245 704 widzów (2,46% udziałów). 15 lutego 2019 o godzinie 16:00 Czwórka pokazała odcinek nr 22. Był to ostatni epizod serialu wyemitowany na tej antenie. Od 18 lutego telenowela została przeniesiona do TV6. Szóstka rozpoczęła nadawanie telenoweli od odcinka 23. Serial był emitowany o godzinie 17.15.
Ostatni 102. odcinek serialu został wyemitowany 10 czerwca 2019 w TV6. Stacje TV4 i TV6 wyemitowały Paulinę w nowej wersji lektorskiej. Lektorem serialu był Aleksander Pawlikowski.

## Fabuła
Historia sióstr bliźniaczek – Paoli Bracho i Pauliny Martinez (w obie role wcieliła się Gabriela Spanic). Paulina to delikatna i skromna dziewczyna mieszkająca na wsi w ubogiej chatce nad morzem. Po śmierci matki Pauli (Nuria Bages), która na łożu śmierci usiłowała jej coś wyznać, zostaje – jak jej się wydaje – sama na świecie. Tęskni za miłością i założeniem rodziny. Piękna Paola, jest bogata, ma męża, dwójkę dzieci (Carlitos’a i Lisset) i mieszka w pięknym domu. Jest wyrachowana i zła do szpiku kości, marzy o życiu bez trosk u boku swego kochanka (nie jednego zresztą), Alessandra (Enrique Lizalde). Podczas przypadkowego spotkania obu sióstr Paola od razu dostrzega bliźniacze podobieństwo i wpada na pomysł, aby wysłać Paulinę do swojego domu, gdzie udawałaby Paolę. Paola natomiast mogłaby w tym czasie podróżować i garściami czerpać z życia. Paulina na początku nie zgadza się, ale Paola podstępem (kradzież biżuterii) wymusza jej zgodę na pełnienie roli uzurpatorki. Po wielu przygotowaniach, podczas których Paulina uczy się zachowania Paoli, nadchodzi czas na wysłanie nowej „Paoli” do rezydencji rodziny Bracho. Paulina usiłuje pełnić rolę Paoli, jednakże ma zupełnie odmienny charakter, i to w tej nowej Paoli, a raczej w Paulinie, na nowo zakochuje się mąż – Carlos Daniel (Fernando Colunga). Oczarowane dzieci znajdują w niej czułą matkę, a walcząca z nałogiem alkoholowym seniorka rodu, babcia Piedad (Libertad Lamarque), duże wsparcie. Niespodziewanie powraca prawdziwa pani Bracho i demaskuje Paulinę, która zostaje wtrącona do więzienia. Teraz musi rozpocząć walkę o utraconą wolność i miłość Carlosa Daniela.

## Obsada
- Gabriela Spanic – Paulina Martinez Bracho/Paola Bracho
- Fernando Colunga – Carlos Daniel Bracho
- Jessica Jurado – Patricia Bracho
- Libertad Lamarque – babcia Piedad Bracho
- Chantal Andere – Estefania Bracho Montero
- Giovan D’Angelo – Donato D’Angeli
- Alejandro Ruiz – Leandro Gomez
- Paty Diaz – Lalita
- Juan Pablo Gamboa – Gamboa Guillermo ‘Willy’ Montero
- Marcelo Buquet – Rodrigo Bracho
- Miguel de León – Douglas Maldonado
- María Solares – Lissete Bracho
- Sergio Miguel – Carlitos Bracho
- Arturo Peniche – Edmundo Serrano
- Mario Cimarro – Luciano Alcantara
- Dominika Paleta – Gema Duran Bracho
- Adriana Fonseca – Veronica Soriano
- Antonio – Osvaldo Reséndiz
- Magda Guzmán – Fidelina
- Ninón Sevilla – Cachita Cienfuegos
- María Luisa Alcalá – Filomena Tamayo
- Tito Guízar – Don Panchito
- Enrique Lizalde – Alessandro Farina
- Mario Carballido – Amador
- Raquel Morell – Carolina Carrillo
- Jaime Garza – Komendant Merino
- Meche Barba – Abigail Rosales
- Renata Flores – Estela
- Javier Herranz – Dr Varela
- Arturo Peniche – Mecenas Edmundo Serrano
- Silvia Derbez – Doña Isabel „Chabela” Rojas
- Silvia Caos – Cenobia Rojas
- Irán Eory – Lourdes de Reséndiz
- René Muñoz – Luis Felipe Benítez „El Mojarras”
- Azela Robinson – Elvira
- Rafael Amador – Dr Galicia
- Miguel Córcega – Braulio
- Rebeca Manríquez – Genoveva Sarmiento „La Tamales”
- Maricruz Nájera – Emiliana
- Angelina Peláez – Ricarda
- Humberto Elizondo – Silvano Piña
- Andrea García – Celia Alonzo
- Eduardo Luna – Mauricio Artiana
- Sara Montes – Eloina
- Adriana Nieto – Beatrice
- Jessica Salazar – Isabel Vidal
- Laura Zapata – Prokurator Zoraida Zapata
- Consuelo Duval – Macrina Olvera
- Gloria Morel – Doña Zenaida
- Melba Luna – Doña Francisca Reséndiz
- Julio Monterde – Dr Peraza
- Héctor Álvarez – Fermín
- Yadhira Carrillo – Raquel
- Sergio Basañez – Larry
- Claudia Castillo – Magnolia
- Nayeli Dainzu – Pituca
- Jesús Lara – Felipe
- Pedro Sicard – Memo
- Emiliano Lizárraga – Pedro
- Gabriela Tavela – Olinda
- Irma Torres – Eulalia
- Fernando Torres Lapham – Dr Fulgencio Mendive
- Gabriela Carvajal – Adela
- Óscar Morelli – Sędzia Castro
- Héctor Parra – Mecenas Juan Manuel Montesinos
- Esther Rinaldi – Fabiola de Alcántara
- Fernando Sáenz – Mecenas Mayo
- Claudia Vega – Olivia
- Amara Villafuerte – Olivia
- Mario Limantour – Calixto
- Daniela Spanic – Paulina / Paola Bracho
- Adalberto Parra – Administrator „La Joya de Cancún”
- Nuria Bages – Paula Martinez

## Paulina – ciąg dalszy
W 1998 roku ukazał się film pt. Paulina – ciąg dalszy (Más allá de... La usurpadora), który jest kontynuacją dalszych losów Pauliny Martinez i Carlosa Daniela.

## Adaptacje
Paulina jest remakiem wenezuelskiej telenoweli La usurpadora, wyprodukowanej przez RCTV w 1972 roku, z udziałem Raúla Amundaraya i Mariny Baura. Przed Pauliną powstały jeszcze dwie telenowele. W 1981 roku Televisa stworzyła wersję zatytułowaną El hogar que yo robé, a w 1987 roku RCTV wyprodukowała remake o tytule La intrusa. W 2012 roku Univision zrealizował swoją wersję pod tytułem „¿Quién eres tú?”.
- La usurpadora – wenezuelska telenowela z 1972 roku, w rolach głównych Raúl Amundaray i Marina Baura.
- El hogar que yo robé – meksykańska telenowela z 1981 roku, w rolach głównych Angélica María i Juan Ferrara.
- La intrusa – wenezuelska telenowela z 1987 roku, w rolach głównych Mariela Alcalá i Víctor Cámara.
- ¿Quién eres tú? – kolumbijska telenowela z 2012 roku, w rolach głównych Laura Carmine i Julián Gil.

Na początku 2019 roku Televisa ogłosiła nowy projekt „Fabryka marzeń” (Fabrica de suenios), dzięki któremu do życia powróci dwanaście największych hitów Televisy, które zostaną przywołane do formatu 25. odcinków. Nową wersję otrzyma również „Paulina”. Główną rolę w nowej wersji zagra Sandra Echeverría, a partnerować jej będzie Andrés Palacios. W nowej wersji Paola będzie Pierwszą Damą Meksyku.